# Centris gelida
Centris gelida är en biart som beskrevs av Roy R. Snelling 1984. Centris gelida ingår i släktet Centris och familjen långtungebin. Inga underarter finns listade.